# Nj (слово латинице)
Nj је двадесето слово и један од три диграфа српске латинице. Настаје брзим изговарањем гласова n и j. Осим у српском, слово постоји и у хрватском, бошњачком, црногорском и албанском језику. У српском језику спада у предњонепчане сонанте.